# Museum für Kommunikation Frankfurt
Das Museum für Kommunikation Frankfurt wurde am 31. Januar 1958 als Bundespostmuseum eröffnet und gehört zu den ersten Museen am Frankfurter Museumsufer.
Bis 1994 unterstand es dem Bundesministerium für das Post- und Fernmeldewesen und war damit das „Unternehmensmuseum“ der Deutschen Bundespost (DBP). 1990 begann mit der Eröffnung des Neubaus nach dem Entwurf des Stuttgarter Architekten Günter Behnisch ein neues Kapitel in der Geschichte des Bundespostmuseums. Das neue Gebäude läutete mit seiner gläsernen, transparenten Architektur eine inhaltliche Neuausrichtung und Modernisierung des Museums ein, die schließlich in der Umbenennung zum Museum für Kommunikation mündete. Dieser grundlegende Wandel war unmittelbar vom Abschluss der deutschen Postreform und der Privatisierung der DBP beeinflusst.
Seit 1995 gehört das Museum neben den Schwestermuseen in Berlin und Nürnberg zur Museumsstiftung Post und Telekommunikation. Diese öffentlich-rechtliche Stiftung wird in einem Public-Private-Partnership-Engagement von den beiden Aktiengesellschaften Deutsche Post und Deutsche Telekom getragen.

## Geschichte

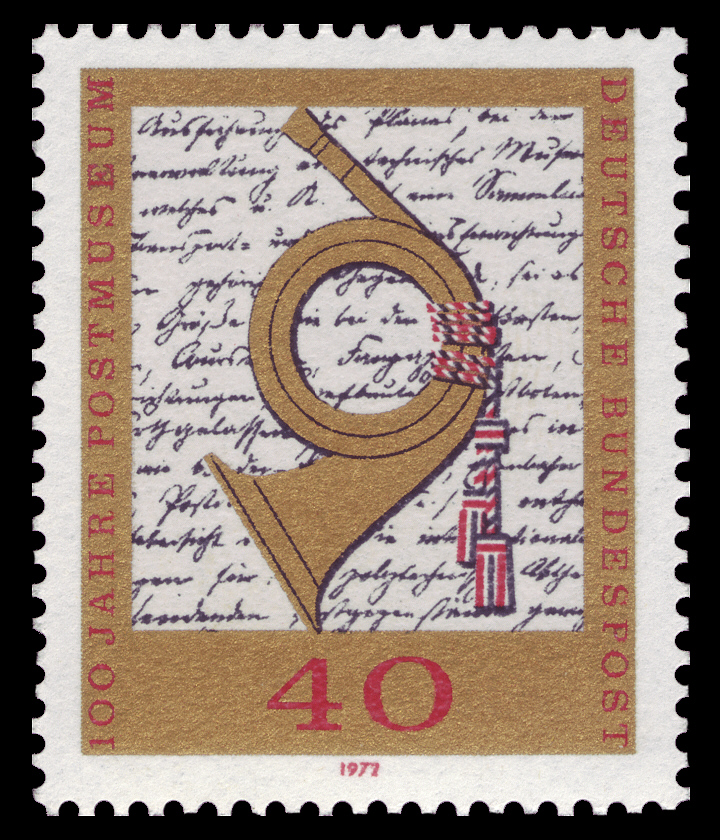
Briefmarke von 1972 zum einhundertjährigen Jubiläum

### Vorgeschichte (1872–1958)
Das Bundespostmuseum ging unmittelbar auf die bedeutende Sammlung des Reichspostmuseums zurück, dessen kriegsbedingt ausgelagerten Bestände als Grundstock des neuen Museums dienten.
Das Reichspostmuseum wurde 1872 von Heinrich von Stephan in Berlin gegründet. Lediglich als „Plan- und Modellkammer“ zur Unterweisung der Postbeamten angelegt, wuchs es schnell zur repräsentativen Sammlung an – mit dem globalen Anspruch, „die Entwicklung des Verkehrswesens von den Völkern des Altertums beginnend bis zur neuesten Zeit kulturgeschichtlich zu veranschaulichen“. 1898 wurde der eigens für diesen Zweck errichtete Museumsneubau in der Leipziger Straße für den Publikumsverkehr geöffnet.
Mit Beginn des Zweiten Weltkriegs wurde das Museum, wie auch schon während des Ersten Weltkriegs 1914–1918, geschlossen. Aufgrund der Architektur mit dem hohen Lichthof und den großen Fenstern galt das Gebäude als besonders brandbombengefährdet, so dass ab 1940 bereits Teile der Ausstellung in den Keller des Gebäudes verlegt wurden. Im Sommer 1943 ließ man besonders wertvolle Exponate aufgrund starker Feuchtigkeitsschäden auslagern. Rund die Hälfte der Sammlung blieb im Museumsgebäude, das nach den alliierten Luftangriffen auf Berlin ab 1943 große Teile der Vitrinen und Exponate, die aufgrund ihrer Größe oder wegen des Gewichts nicht transportiert werden konnten, unter sich begrub.
Die ausgelagerten Bestände gelangten bis zum Ende des Krieges nach Bayern und wurden unter anderem ins Schloss Waltershausen gebracht, das die Reichspost als Erholungsheim nutzte. Während Teile der Briefmarkensammlung, die in einem Bergwerk bei Eisleben eingelagert worden war, bei der Übergabe des Gebiets an die sowjetischen Besatzer von den Amerikanern heimlich nach Hessen überführt wurden, blieben die Objekte in Waltershausen an Ort und Stelle. Im September 1947 wurde die Sammlung offiziell an die Hauptverwaltung für das Post- und Fernmeldewesen im vereinigten Wirtschaftsgebiet (HVPF) übergeben. Kurz darauf richtete man im Schloss die neue Dienststelle des Postarchivs ein, unter der Leitung des Postamtmanns Erwin Müller-Fischer. Erst 1951 wurde die gesamte Sammlung von Schloss Waltershausen nach Frankfurt transportiert, wo seit 1950 das Bundesministerium für das Post- und Fernmeldewesen untergebracht war.

### Eröffnung (1958)
Aufgrund der politischen Entwicklungen wuchsen die Überlegungen, ein eigenes Postmuseum für Westdeutschland einzurichten, schließlich war das Berliner Reichspostmuseum nicht allein aufgrund der starken Zerstörung weiten Teilen der deutschen Bevölkerung versperrt. Mit der Gründung der Deutschen Bundespost 1954 erhielten die Wünsche für ein Bundespostmuseum Auftrieb und die Frage nach einem geeigneten Standort wurde neu gestellt. Nicht nur West-Berlin und Bonn machten sich große Hoffnung, die Heimat des neuen Museums zu werden. Auch Heidelberg, Karlsruhe und Düsseldorf bemühten sich neben Frankfurt am Main um diesen Posten. Die Wahl fiel schließlich auf Frankfurt, das nicht nur wegen seiner Bedeutung als zentralem Verkehrsknotenpunkt und ob seiner posthistorischen Vergangenheit gewürdigt wurde. Vielmehr sollte das neue Museum auch einen Ausgleich bieten, da der Umzug des Bundesministerium für das Post- und Fernmeldewesen nach Bonn bereits in Gange war.
Am 27. Januar 1955 zog das Postarchiv in die Villa de Neufville am Schaumainkai ein und begann sofort mit der Einrichtung einer Ausstellung. Die für den 11. Juni geplante Eröffnung musste allerdings verschoben werden, da sich die bisherigen Mieter, der Suhrkamp Verlag und das Niederländische Generalkonsulat, dem Auszug verweigerten. Schließlich dauerten die Vorbereitungen so lange, dass das Museum erst 1958 vom damaligen Bundespostminister Richard Stücklen eingeweiht werden konnte.

## Exponate

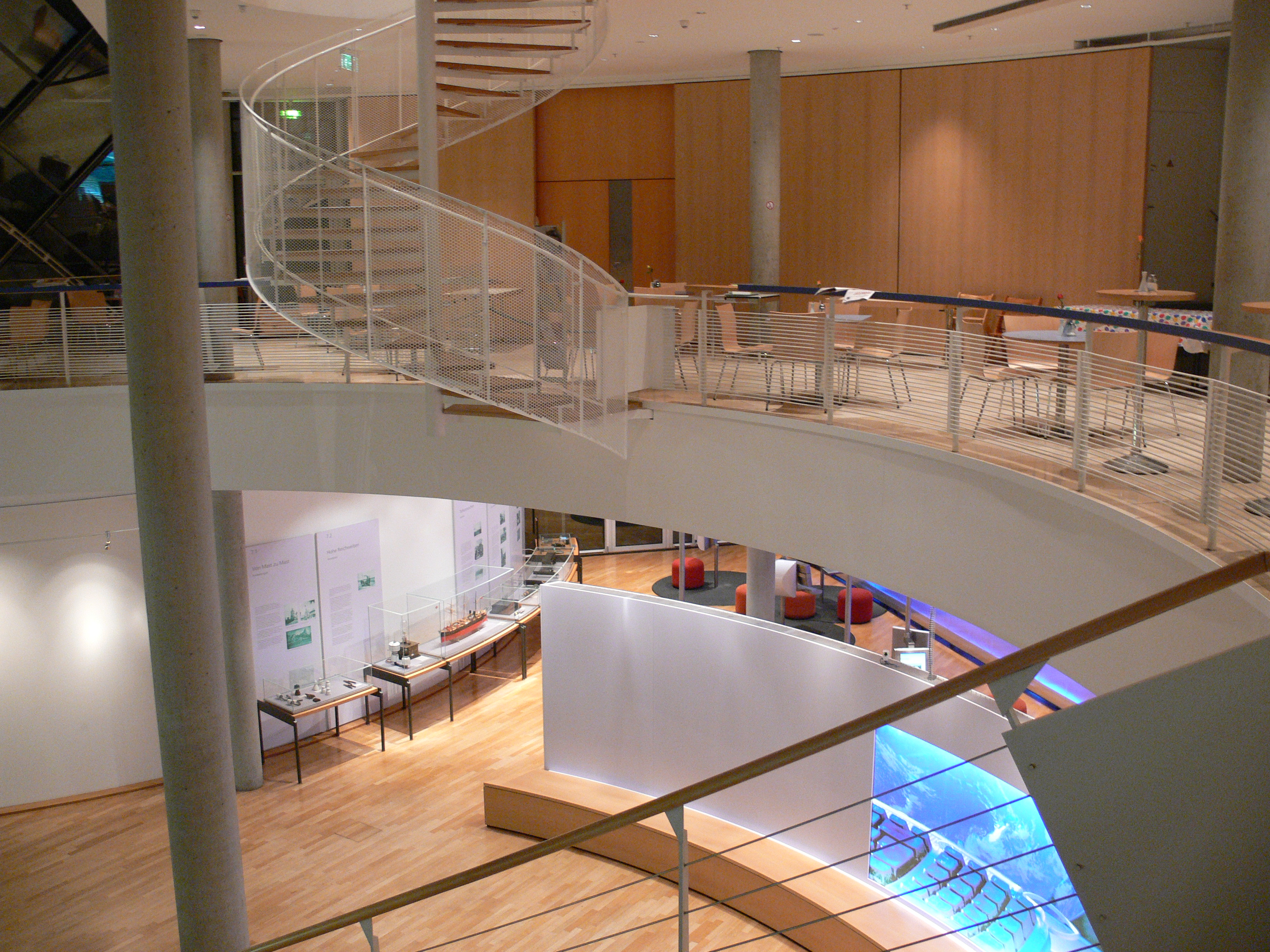
Blick vom Erd- ins Untergeschoss (2008)

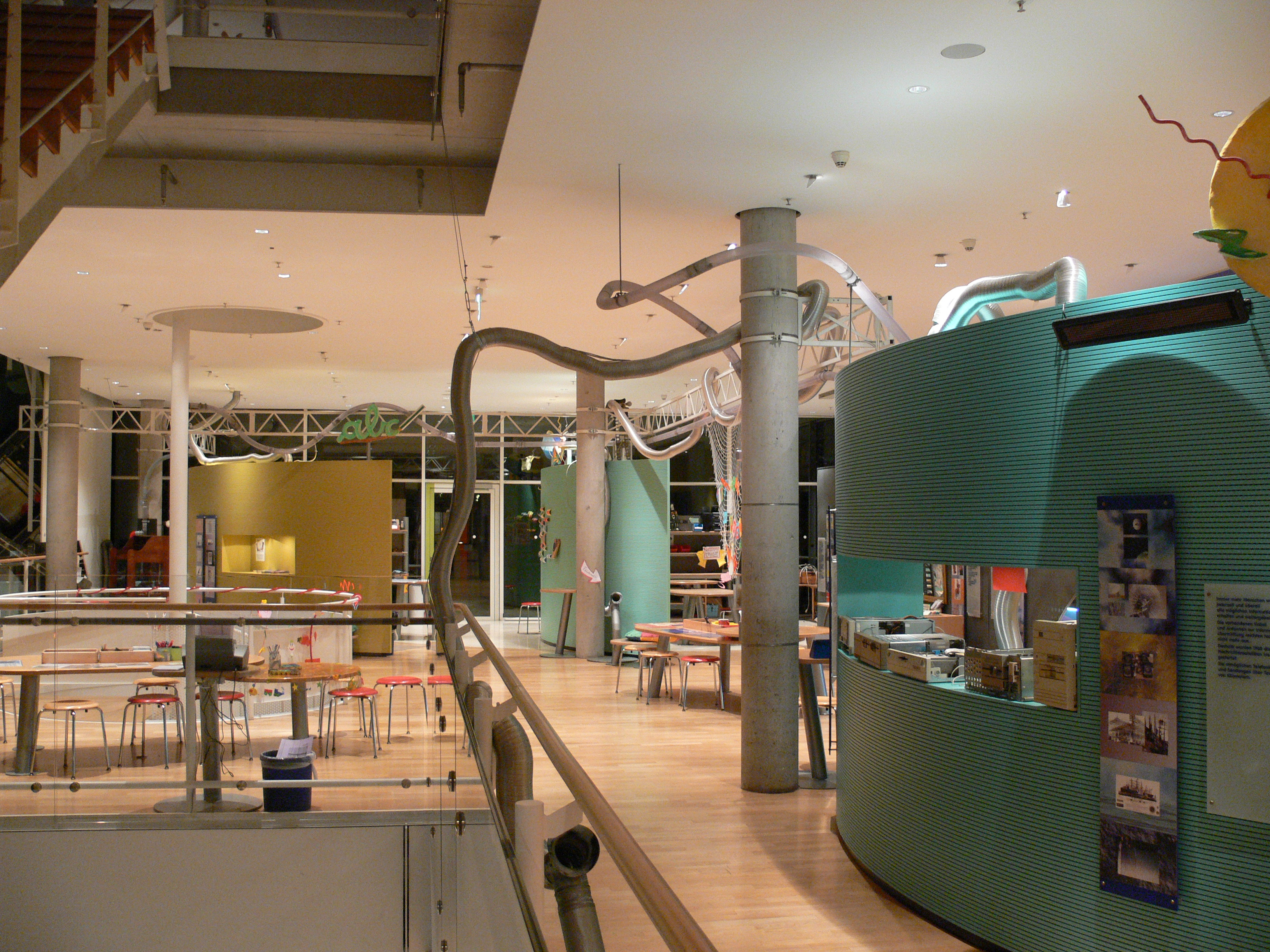
Erstes Obergeschoss mit Kinderwerkstatt im Hintergrund. Die Röhre dient zur spielerischen Sprachkommunikation in den Etagen (2008)

### Dauerausstellung
44 Themeninseln zeigen exemplarisch die Entwicklung von der Keilschrift bis zur Datenbrille anhand von vier zentralen Phänomenen: Beschleunigung, Vernetzung, Kontrolle und Teilhabe. Zum Museum für Kommunikation in Frankfurt gehören außerdem:
- Im Untergeschoss zeigen Interviewstationen im Rahmen der Dauerausstellung „21 Köpfe denken Zukunft“ verschiedene Perspektiven auf die Digitalisierung auf. In den Kunsträumen des Museums werden unter anderem Werke von Salvador Dalí, Joseph Beuys, Christo und Jeanne-Claude, Markus Lupertz und Brigitte Kowanz dauerhaft ausgestellt, ebenso finden in den Räumlichkeiten kleinere Sonderausstellungen statt.[3]
- Im Erdgeschoss befindet sich der Eingang mit Informationsschalter und Museumsshop, das Museumscafé und die „Telefonschafe“ von Jean-Luc Cornec.
- Im ersten Obergeschoss befinden sich die Kinderwerkstatt und der Forumsraum. Der Forumsraum dient kleineren Sonderausstellungen.
- Im zweiten Obergeschoss finden meist die Sonder- und Wechselausstellungen statt.
- Auf dem Dach befindet sich eine UKW- sowie Kurzwellen-Amateurfunkstation des Deutschen Amateur Radio Clubs mit dem Amateurfunkrufzeichen DL0DPM (DL für Deutschland, DPM für Deutsches Post Museum).[4]

### Sonderausstellungen (Auswahl)

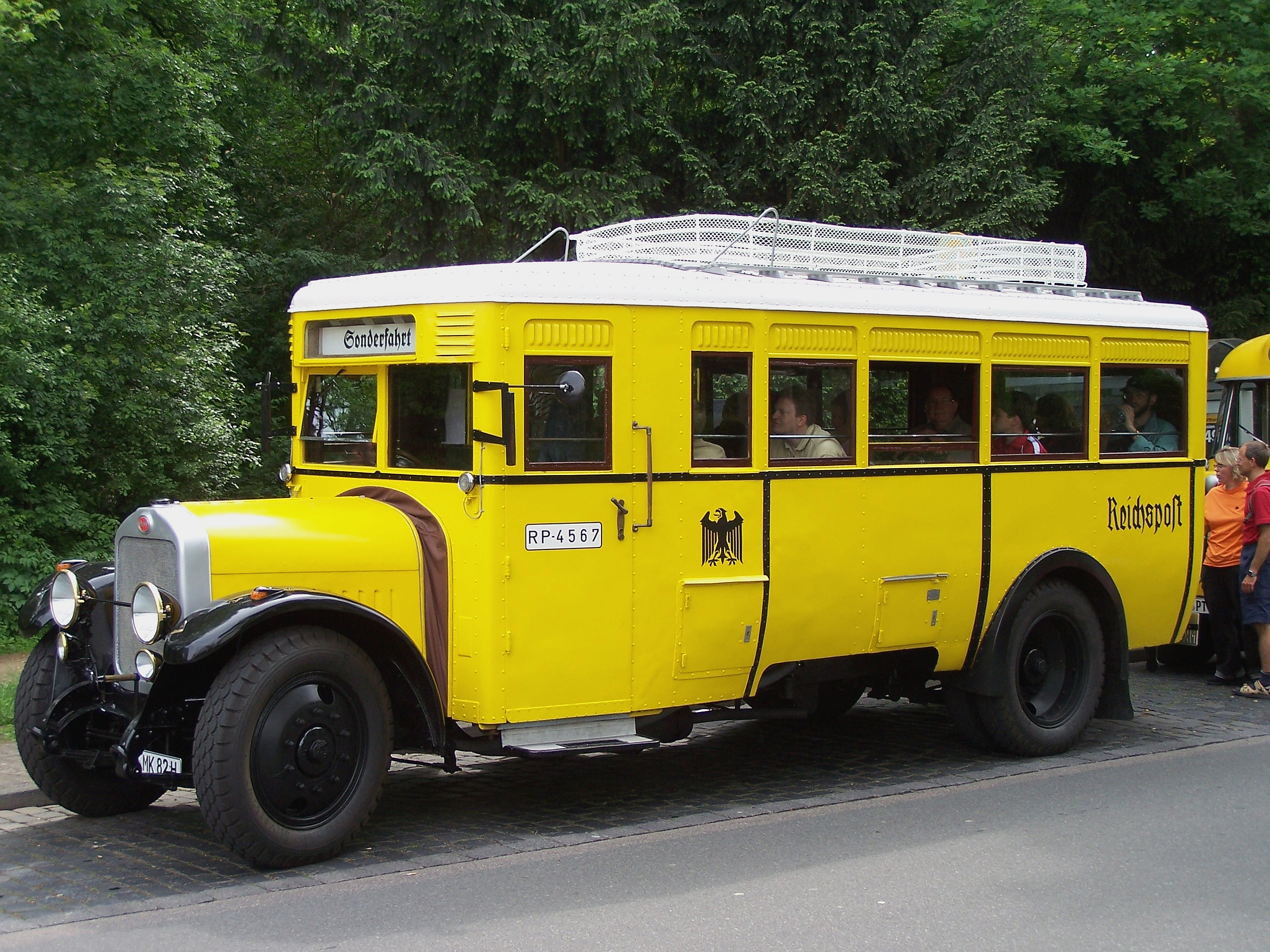
Historischer Postbus von DAAG aus dem Jahr 1925 (2009)

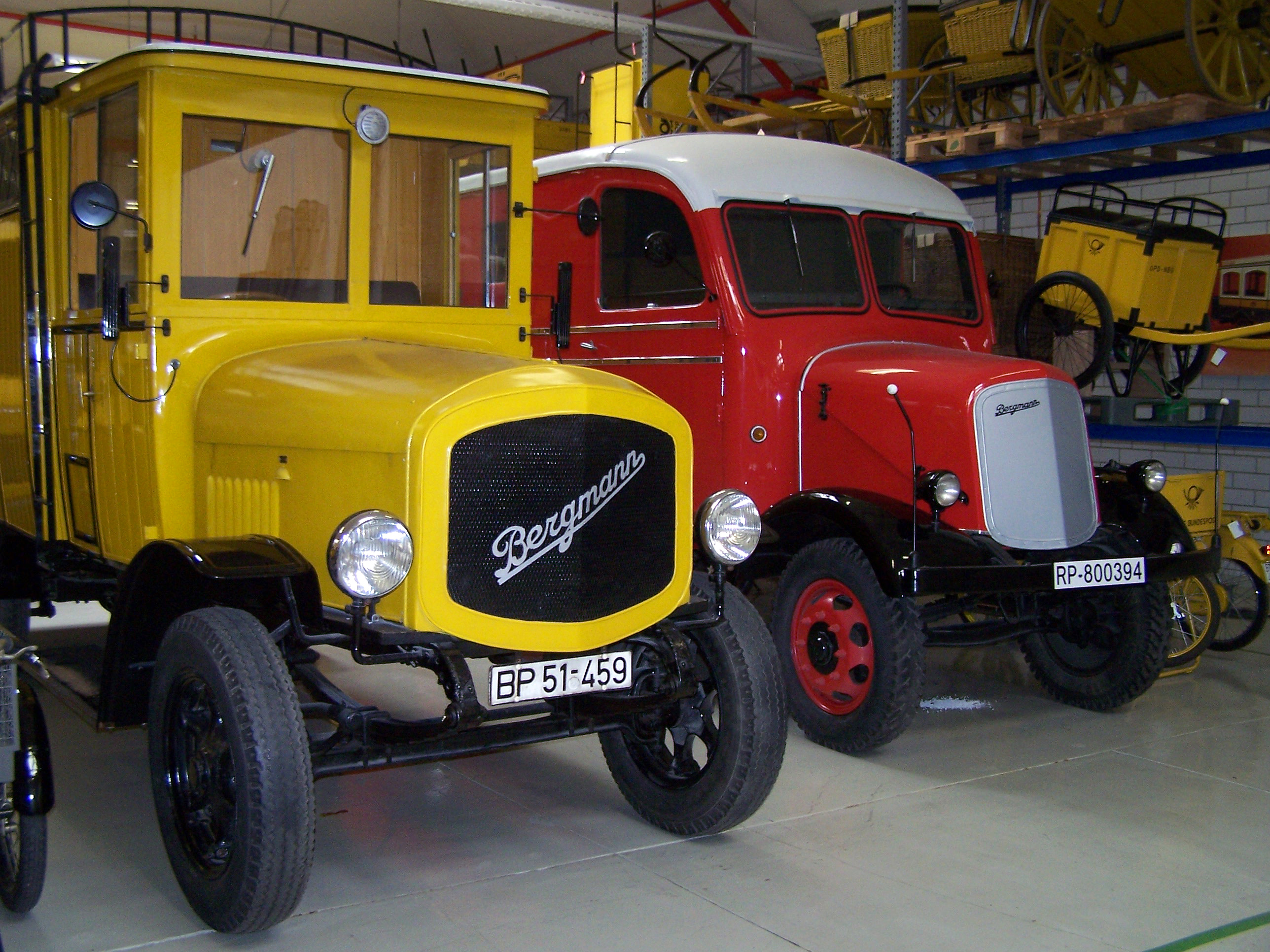
Zwei elektrisch angetriebene Bergmann-Paketzustellwagen im Museumsdepot in Heusenstamm

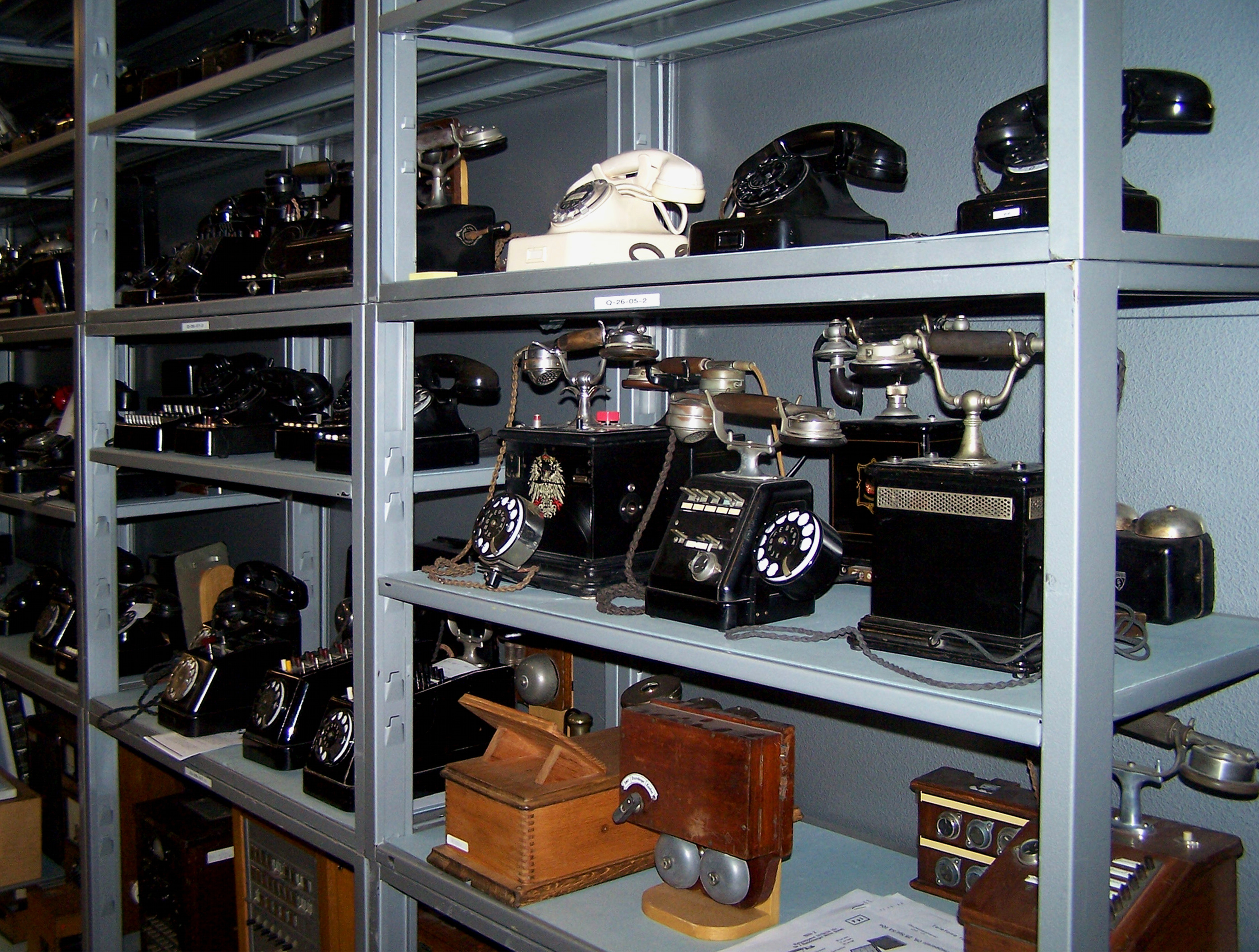
Blick in die Telefonsammlung des Depots (2011)

- 1977: Postleitzahlen in aller Welt[5]
- 2000: Wanderausstellung: X für U – Bilder, die lügen
- 2002: Das Netz. Sinn und Sinnlichkeit Vernetzter Systeme
- 2006/07: Pong, pong. mythos
- 2007/08: Motiventwürfe von James Rizzi für die Briefmarken, die 2008 von der Deutschen Post herausgekommen sind
- 2008/09: Das Sandmännchen ist da!
- 2010/11: Spiel mit! 100 Jahre Kinderpost
  - Dialog im Stillen – Kommunikation ohne Worte
- 2011: Pop meets Pop – Andy Warhol und Die Beatles
- 2013/14: Ausser Kontrolle ? Leben in einer überwachten Welt[6]
- 2014: Angezettelt. Antisemitismus im Kleinformat[7]
- 2015: Netze des Krieges. Kommunikation 14/18[8]
- 2016/17: no pain no game[9]
- 2018: Networks[10]
- 2019: elektro+mobil[11]
- 2022/23: KLIMA_X – Kommunikation in der Klima-Krise[12]
- 2024: Volker Reiche. Comiczeichner & Maler

### Postbus
Ein komplett restaurierter und fahrbereiter DAAG-Postbus Typ ACO aus dem Jahr 1925 gehört zum Bestand des Museums. Der Bus blieb als einziges Fahrzeug seines Typs erhalten.

### Sammlungsdepot Heusenstamm
Alle Exponate, die nicht in einem der Museen für Kommunikation gezeigt werden können, lagern gut archiviert in Heusenstamm (Schwerpunkt: Telekommunikationshistorie und Fahrzeuge) oder in Berlin (Schwerpunkt: Postgeschichte). Das Depot Heusenstamm, in der nach Philipp Reis benannten Straße, kann ebenfalls jeweils am ersten Freitag im Monat besichtigt werden. Zusätzlich ist das Depot am Internationalen Museumstag geöffnet. Dort befinden sich auf 15.000 Quadratmetern über 375.000 verschiedene Exponate, darunter Postkutschen, historische Kraftfahrzeuge, Telefone, Gemälde, Rundfunkgeräte und viele andere Objekte aus der Geschichte der Nachrichtentechnik.
Auch eine umfangreiche Mail Art Sammlung befindet sich in Heusenstamm. Unter anderem wurde die an Horst Tress gesandte Kunstpost dort archiviert. Horst Tress, ein Kölner Künstler beteiligte sich seit 1970 bis heute an internationalen Mail Art Ausstellungen und hatte Kontakt mit Kollegen aus der ganzen Welt. Darunter Post von Robert Rehfeldt und Wolf Vostell. Aber auch zahlreiche Literatur zum Thema wird aufbewahrt.
Außerdem verfügt das Sammlungsdepot über eine originalgetreue Kopie der Voyager Golden Record als ein Beispiel einer Kommunikation, die bislang nur abgesandt, aber vom vorgesehenen Empfänger, einer potenziellen extraterrestrischen Initelligenz, noch nicht empfangen wurde und möglicherweise auch nie oder nicht innerhalb der Haltbarkeit des Mediums von geschätzt 500 Millionen Jahren empfangen wird.

## Gebäude

### Altbau: Villa de Neufville
Das Neurenaissance-Gebäude wurde 1891/1893 als Villa de Neufville nach einem Entwurf von Franz von Hoven, mit zweifarbiger Fassade in Werkstein, errichtet. Nach dem Zweiten Weltkrieg wurden Veränderung der Dachlandschaft wegen Kriegszerstörung vorgenommen. Es dient seit 1955 der Museumsverwaltung und der Stiftung als Sitz.

### Neubau
Der benachbarte Museumsneubau wurde von Behnisch & Partner entworfen und 1990 eröffnet. Es beherbergt neben den Museumsexponaten auch das Museumscafé und den Museumsshop.
Die Ausstellung wurde um 2000 sowie 2017 neu konzeptioniert, vornehmlich um jüngere Entwicklungen zu dokumentieren (z. B. Internet). Jedoch wurde die Kunstausstellung wesentlich verkleinert und auf wenige Wände reduziert.